# وستلی واترلس
وستلی واترلس (به انگلیسی: Westley Waterless) یک روستا و محله مدنی در بریتانیا است که در کمبریج‌شر شرقی واقع شده‌است. وستلی واترلس ۱۵۵ نفر جمعیت دارد.